# Cigogne de Storm
Ciconia stormi
Espèce
Statut de conservation UICN

 EN A2c+3c+4c; C2a(i) : En danger
La Cigogne de Storm (Ciconia stormi) est une espèce d'oiseaux d'Asie de la famille des Ciconiidae. Son nom commémore Hugo Storm, le capitaine allemand du vapeur Lübeck, qui durant ses années de service (de 1887 jusqu'à environ 1895), récolte des spécimens d'histoire naturelle en Asie.
Elle était auparavant référencée comme une sous-espèce de la cigogne épiscopale.
À cause de la perte de son habitat, de populations très restreintes et du braconnage des espèces rares en forêt, la cigogne de Storm est classifiée comme espèce en danger par l'UICN.

## Description
La Cigogne de Storm est grande d'approximativement de 90 cm avec un plumage blanc et noir, un bec rouge, la face dénudée et orange, des pattes rouges et des orbites oculaires jaunes. Le mâle est d'apparence identique à la femelle. Le cigogneau possède un duvet et une peau déplumée.

## Répartition et habitat
Le peu de spécimens connus vit dans les forêts préservées et humides de Sumatra, des Îles Mentawai, de Bornéo et de la Péninsule Malaise. Un de ses derniers espaces préservés dans leur intégralité est le sud-est de Sumatra, avec des populations confinées sur Kalimantan et Brunei. La péninsule malaise compte une très petite population d'individus, dispersés de plus. 

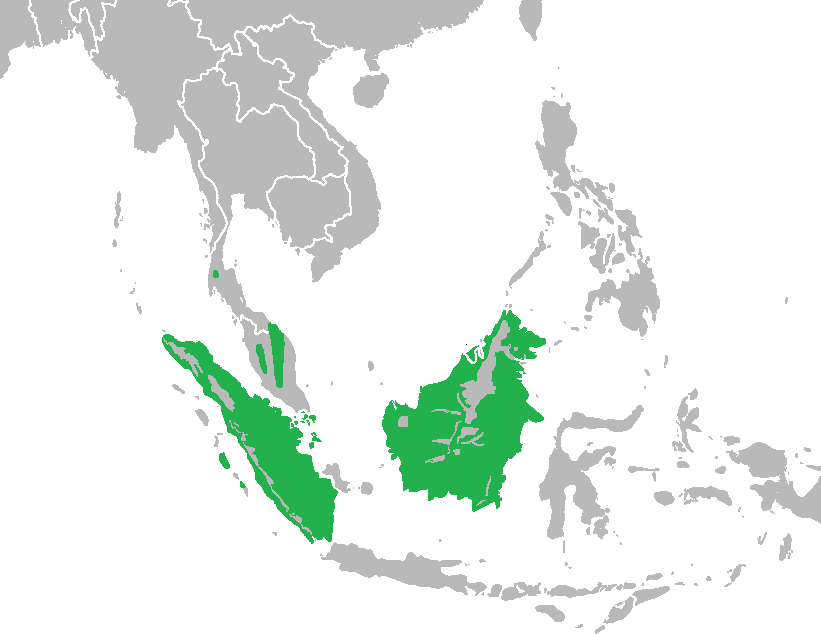
Aire de répartition de la cigogne de Storm

La population mondiale est estimée à moins de 500 individus.

## Mode de vie
La cigogne de Storm est un oiseau solitaire. Son régime alimentaire est composé essentiellement de poissons. La femelle pond en général deux œufs dans un nid de branchages dans la canopée.